# Fäulnis (Band)
Fäulnis ist eine Metal-Band aus Hamburg. Wegen ihres Konzeptes wird sie verschiedentlich dem „Suicidal Black Metal“ beziehungsweise dem „Depressive Black Metal“ zugeordnet, wehrt sich aber gegen diese Genre-Bezeichnungen.

## Bandgeschichte
Fäulnis war anfangs das Soloprojekt des Musikers Seuche. Seit 2009 ist Fäulnis eine Band, die sich aus Seuche und nur mit ihren Initialen benannten Musikern, die ursprünglich bereits an Aufnahmen und Live-Auftritten mitgewirkt haben, zusammensetzt.
2004 erschien das erste Album Cholerik – Eine Aufarbeitung über das Label NeoKlasSick Productions, gefolgt von der EP Letharg (2005). Eine 7"-EP namens Kommando Thanatos erschien 2007. Das Album wurde 2007 unter dem Namen Cholerik: Eine Aufarbeitung² vom Karge Welten Kunstverlag wiederveröffentlicht und enthält, neben einer neu gemasterten Version des Debüts drei Bonustitel. 2008 erschien der Kurzfilm Letharg über das Label Dreadful Media. Regie führte Bjarne Wilking, die Hauptrolle spielte Stephan Lenze. Der 20-minütige Kurzfilm wird von dem Stück der gleichnamigen EP unterlegt und zeigt den Protagonisten, wie er während des täglichen Lebens zwischen Arbeit und Schlaf pendelnd langsam vor sich hinvegetiert, während auf seiner Arbeit langsam eine Maschine wächst.

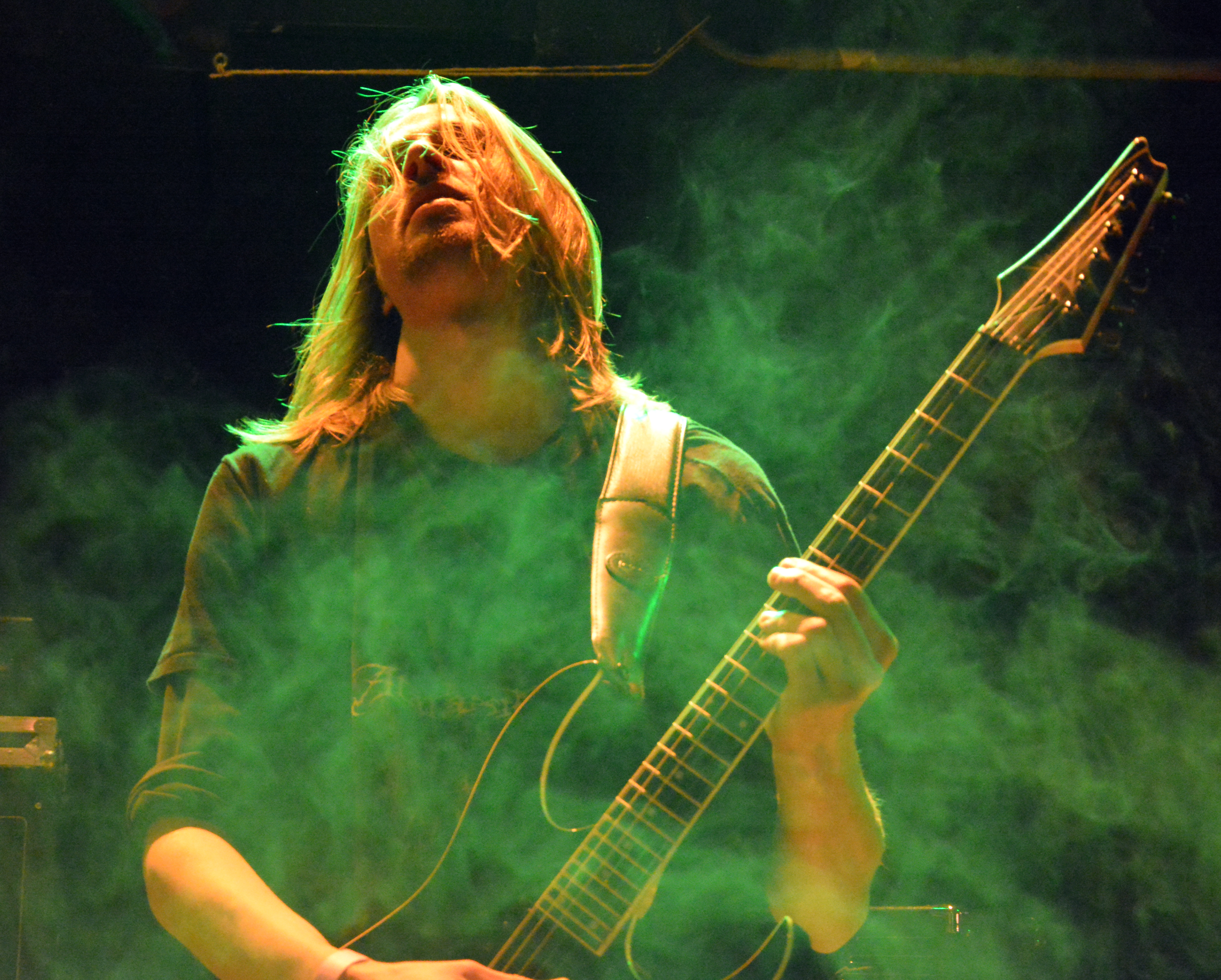
Fäulnis beim Heathen Rock Festival 2014

Seit 2009 trat die Gruppe mit wechselnden Gastmusikern gelegentlich live auf. Die Live-Premiere fand am 27. November 2009 als Vorband für Lifelover statt. 2009 erschien das Album Gehirn zwischen Wahn und Sinn. Ende 2010 wurde das Projekt auf unbestimmte Zeit vorerst eingestellt. Nachdem am 18. Februar 2011 ein offizielles Musikvideo zu Weiße Wände, produziert von Harddrive Media, auf Youtube veröffentlicht wurde, spielten Fäulnis seit Oktober 2011 auch wieder Livekonzerte.
Knapp ein Jahr nach Beendigung der Aufnahmen zum dritten Album Snuff || Hiroshima kündigte Seuche am 1. Februar 2014 die Veröffentlichung desselben am Ende des Monats über das Label Cold Dimensions an. Als Teaser wurde am darauffolgenden 2. Februar das offizielle Musikvideo zu dem Stück Weil wegen Verachtung auf YouTube veröffentlicht. Wie bereits zuvor bei dem Kurzfilm Letharg und dem Musikvideo zu Weiße Wände vom Album Gehirn zwischen Wahn und Sinn wurde der Film von Harddrive Media produziert.
Am 28. Februar 2014 wurde Snuff || Hiroshima auf CD und Schallplatte veröffentlicht.
In einem Beitrag auf der Facebookpräsenz der Band gab Seuche am 11. Dezember 2017 bekannt, dass die Band nicht mehr live auftreten werde. Eine für 2018 geplante Split-EP mit Unru werde noch erscheinen, danach sei offen, ob weiteres Material unter dem Namen Fäulnis veröffentlicht werde.

## Musikstil und Konzept
Fäulnis’ Musik ist im Black Metal verwurzelt, hat aber auch stilistische Einflüsse aus dem Doom Metal, dem Punk, dem Hardcore Punk, klassischer Musik und dem Medium Hörspiel. Die Texte basieren laut Seuche auf eigenem Erleben und Sinneseindrücken, dem sogenannten „Negativen“ an seiner Person, die er durch die Wahl seines Pseudonyms von „der Person, die [er] morgens im Spiegel [sieht]“, abgrenzen möchte. Textlich gibt es Verbindungen zum Suicidal Black Metal und zum Depressive Black Metal. Der Musiker selbst weist diese Bezeichnungen aber von sich und bezeichnet seine Musik als „Sick Black Art“, zuletzt auch als „BlackDoomPunkRock“. Die Themen der Liedtexte sind Ausdruck einer morbiden Atmosphäre, insbesondere auf neueren Veröffentlichungen sehr direkt und unverblümt. Die früheren Texte dagegen waren eher lyrisch angehaucht und voll Metaphern, laut Seuche „semantisch viel zu hochgestochen formuliert“.

## Kontroverse
Die EP Letharg erschien auf dem der rechtsextremen Szene zugeordneten Label Christhunt Productions, was Spekulationen über Fäulnis’ politische Ausrichtung mit sich brachte. Seuche rechtfertigte sich im Legacy 05/2009 dazu:

„Zu der damaligen Entscheidung stehe ich, auch mit ihren eventuellen Konsequenzen. Ich habe mich von einem guten Angebot verleiten lassen, in einer Zeit wo es mir ohnehin scheißegal war, was aus Fäulnis je wird. […] Wer Scheiße baut, soll auch dazu stehen. […] Für die Rechten zu links und für die Linken nicht links genug… Fäulnis ist Punk Rock und fertig.“

## Diskografie

### Demoaufnahmen
- 2004: Cholerik – Eine Aufarbeitung

### EPs
- 2005: Letharg
- 2007: Kommando Thanatos

### Alben
- 2007: Cholerik: Eine Aufarbeitung² (Wiederveröffentlichung des Demos von 2004 mit Bonustracks)
- 2009: Gehirn zwischen Wahn und Sinn
- 2014: Snuff // Hiroshima
- 2017: Antikult

### DVD
- 2008: Letharg (Kurzfilm, Konzept und Musik von Fäulnis)

### Musikvideos
- 2011: Weiße Wände[12]
- 2014: Weil wegen Verachtung[13]
- 2017: Metropolis (mit Hermes Phettberg)[14]

## Nebenprojekte
Benjamin Feddern betreibt seit 2017 unter dem Künstlernamen Ernie Fleetenkieker den Youtube-Kanal Krachmucker TV und hat im Juni 2023 das Buch Ernie Fleetenkiekers Metal-Manifest veröffentlicht, in welchem er die Heavy-Metal-Subkultur aus seiner Sicht beschreibt.
Am 31. Oktober 2024 veröffentlichte Feddern unter dem Projektnamen Marschland die 16-minütige EP Traurige Trinkerlieder. Er selbst bezeichnet Marschlands Musik als Dark Folk, inspiriert von Townes Van Zandt.